# Isole di Ljuriki
Le isole di Ljuriki (in russo: Острова Люрики, ostrova Ljuriki) sono un gruppo di isole russe nell'Oceano Artico che fanno parte dell'arcipelago della Terra di Francesco Giuseppe.

## Geografia
Le isole di Ljuriki si trovano nella parte meridionale della Terra di Francesco Giuseppe, a 900 m dalla costa sud dell'Isola di McClintock; sono 2 isolotti di forma allungata che non superano i cento metri di lunghezza. Non sono presenti rilievi di alcuna importanza.

## Isole adiacenti
- Isola di McClintock (Остров Мак-Клинтока, ostrov Mak-Klintoka), a nord.
- Isola di Aagaard (Остров Огорд, ostrov Ogord), a sud-est.
- Isole di Borisjak (Острова Борисяка, ostrova Borisjaka), a est.